# Ochthebius nilssoni
Ochthebius nilssoni (Nilssons småpalpbagge) är en skalbaggsart som beskrevs av Franz Hebauer 1986. Ochthebius nilssoni ingår i släktet Ochthebius och familjen vattenbrynsbaggar. Inga underarter finns listade i Catalogue of Life. Enligt den svenska rödlistan är arten otillräckligt studerad i Sverige. 
Artens livsmiljö är sjöar och vattendrag. Den lever hela sitt liv på sjöbotten och får det syre den behöver från alger.
Det första kända exemplaret av den lilla skalbaggen, knappt två millimeter lång, samlades in i Västre-Skärträsket i Vindelns kommun av entomologen Anders Nilsson. Arten har därefter eftersökts i andra sjöar, men Västre-Skärträsket förblev den enda kända lokalen för arten tills den 2007 hittades i några sjöar i Burrenområdet på Irland. Gemensamt för dessa sjöar är att de har en algfilt på botten och att vattnet är extremt klart. 